# Jalashankarnagar, Gadag
Jalashankarnagar là một làng thuộc tehsil Gadag, huyện Gadag, bang Karnataka, Ấn Độ.